# 利克蒂夫
49°5′57″N 23°3′9″E / 49.09917°N 23.05250°E
利克蒂夫（羅馬化：Liktiv）是烏克蘭西部利維夫州的桑比爾區圖爾卡市鎮的村莊。該村始建於1589年，面積0.2平方公里，2001年人口145、2016年人口97，人口密度每平方公里725人。